# Protectorat du Nigeria du Sud
1900–1914
Entités suivantes :
- Colonie et protectorat du Nigeria

Le protectorat du Nigeria du Sud (en anglais : Southern Nigeria Protectorate) est un protectorat britannique couvrant le sud de l'actuel Nigeria de 1900 à 1914. Il est issu des territoires de la Royal Niger Company et du protectorat de la Côte du Niger. Il fusionne en 1914 avec le protectorat du Nigeria du Nord pour former une entité unique, la colonie et protectorat du Nigeria.

## Dirigeants
- 1900-1904 : Ralph Moor, haut-commissaire
- 1904-1912 : Walter Egerton, haut-commissaire puis gouverneur à partir de 1906
- 1912-1914 : Frederick Lugard